# 275 aC
El 275 aC va ser un any del calendari romà prejulià. En aquell temps, era conegut com a any del consolat de Dentat i Lèntul (o, més rarament, any 479 ab urbe condita o de la fundació de la ciutat). L'ús del nom «275 aC» per referir-se a aquest any es remunta a l'alta edat mitjana, quan el sistema Anno Domini va ser el mètode de numeració dels anys més comú a Europa.

## Esdeveniments

### Àsia Menor
- Antíoc I Soter, rei selèucida, era a Síria i retorna a l'Àsia Menor per fer front als gàlates que assolaven la regió, i els derrota completament a l'anomenada «batalla dels Elefants».[2]

### Antiga Roma
- Aquest any són elegits cònsols a Roma Mani Curi Dentat i Luci Corneli Lèntul.[3]
- Batalla de Benevent, l'última batalla lliurada entre les forces de Pirros de l'Epir (amb els seus aliats samnites) i la República Romana, dirigida pel cònsol Mani Curi Dentat. Es va lliurar a prop de Benevent, al sud d'Itàlia durant la Quarta guerra samnita en les anomenades Guerres pírriques, i va ser l'inici de la posterior expansió romana.[4]
- Pirros va abandonar la Magna Grècia i la va deixar als romans, i va marxar cap a l'Epir, emportant-se 8.000 soldats d'infanteria i 500 de cavalleria.[4]